# 御所南インターチェンジ
御所南インターチェンジ（ごせみなみインターチェンジ）は、奈良県御所市にある京奈和自動車道（大和御所道路）のインターチェンジである。
京都・奈良方面出入口および和歌山方面出口のみのハーフインターチェンジであり、和歌山方面への流入はできない。また、無料区間のため料金所は設置されていない。本稿では併設されている御所南パーキングエリアについても記述する。

## 歴史
- 2015年（平成27年）3月21日 : 御所IC - 御所南IC間開通に伴い供用開始。
- 2017年（平成29年）8月19日 : 御所南IC - 五條北IC間開通[1]。御所南PA供用開始[2]。
- 2018年（平成30年）12月15日 : 北向きオフランプ（和歌山方面からの流出路）開通[3]。

## 御所南パーキングエリア
2017年（平成29年）8月19日にオープン。建設に際して下り線側（和歌山方面）で秋津遺跡が発見されたことから上り線側（京都・奈良方面）のみでの設置になっている。なお、下り線からパーキングエリアに入ることは可能だが、パーキングエリアから再度下り線に流入することはできない。また、一般道からも利用可能であり、PA利用後に一般道へ流出、上り線に流入することができるほか、上り線からPA利用後にそのまま一般道に流出できるようになっている。
- 駐車場[2]
  - 専用部 74台
  - 一般部 29台
- トイレ[2]
- 情報提供スペース[2]
- 休憩所[2]
- 御所の郷（近鉄リテーリング運営[4]）
  - フードコート、農産物直売コーナー、売店（奈良土産）

## 接続する道路
- 国道24号[5]
- 国道309号

## 隣
E24 京奈和自動車道（大和御所道路）
御所IC - 御所南IC/PA（PAは奈良・京都方面のみ） - (10)五條北IC